# Charlotte Ander

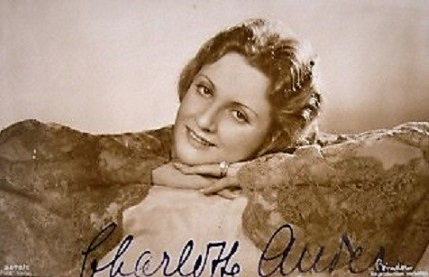
Charlotte Ander
Foto: Alexander Binder.

Charlotte Ander, gebürtige Charlotte Andersch (* 14. August 1902 in Berlin; † 5. August 1969 ebenda), war eine deutsche Schauspielerin der Stummfilm- und frühen Tonfilmzeit.

## Leben

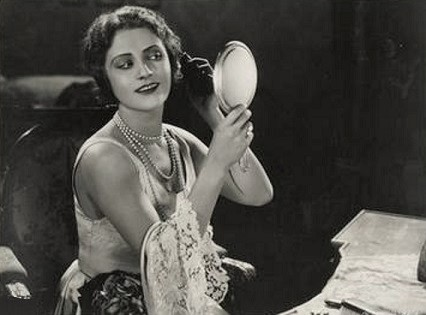
Charlotte Ander
Fotografie von Alexander Schmoll.

Werner Pittschau, Charlotte Ander, Cover mit Standfoto aus dem Film Die beiden Seehunde, 1928

Charlotte Andersch wurde als Tochter des Schauspielerehepaares Rudolf Andersch und Ida Perry in Berlin geboren. Nachdem sie ihre Ausbildung am Berliner Staatstheater absolviert hatte, folgten erste Engagements in Operetten und ab 1920 Rollen an mehreren Berliner Theaterbühnen. Ihre Filmkarriere startete Ander ebenfalls 1920 mit den Filmen „Die letzte Stunde“ und „Danton“ (1921). Unzählige Hauptrollen in Stummfilmen und frühen Tonfilmen mit Leinwandgrößen wie beispielsweise Emil Jannings, Marlene Dietrich und Hans Albers folgten.
Charlotte Ander wurde 1928 in Wien von einem Auto überfahren und zog sich einen Schädelbasis-Bruch zu.
Ihren größten Erfolg feierte Ander 1933 mit der Rolle der Schallplattenverkäuferin Nina in dem Musikfilm „Ein Lied geht um die Welt“ an der Seite des damals bekannten Sängers Joseph Schmidt und ihrer Mutter Ida Perry. Das Jahr 1933 brachte eine Art Wende in ihrer Karriere als Schauspielerin. Von den Nazis als nicht „reinrassig“ angesehen, zog es sie für eine kurze Zeit nach England, wo sie für zwei Filmprojekte vor der Kamera stand. Nachdem Rollenangebote in England ausblieben, kehrte Ander trotz schwieriger Bedingungen nach Deutschland zurück, wo sie nur eingeschränkt arbeiten durfte, auch ein opportunistischer Beitritt in die NSDAP seit dem 2. Mai 1933 hatte für sie nichts bewirkt. 1941 heiratete sie den Kunsthändler Werner Grote-Hasenbalg.
Nach Kriegsende arbeitete Charlotte Ander ab 1948 als Darstellerin am Theater Baden-Baden und von 1949 bis 1956 wieder in Berlin. Ihre Filmtätigkeit nahm sie erst 1950 mit dem DEFA-Film Familie Benthin wieder auf. Ihre Grabstätte auf dem Friedhof Wilmersdorf ist unbekannt.

## Filmografie
- 1921: Die letzte Stunde
- 1921: Der Streik der Diebe
- 1921: Die Abenteuer eines Ermordeten – 2. Der Smaragd des Badjah von Panlanzur
- 1921: Die große und die kleine Welt
- 1921: Danton
- 1921: Sturmflut des Lebens
- 1921: Trick–Track
- 1922: Das goldene Netz
- 1922: Bardame
- 1922: Im Kampf mit dem unsichtbaren Feind
- 1922: Der Liebe Pilgerfahrt
- 1923: Die Taifunhexe
- 1923: Tragödie der Liebe
- 1923: Ein Weib, ein Tier, ein Diamant
- 1924: Horrido
- 1924: Das Geschöpf
- 1924: Die Bacchantin
- 1924: Dr. Wislizenus
- 1925: Pension Groonen
- 1925: Ein Sommernachtstraum
- 1925: Ein Walzer von Strauß
- 1925: Eine Minute vor Zwölf
- 1926: Die Brandstifter Europas
- 1926: Der lachende Ehemann
- 1926: Ledige Töchter
- 1926: Wien – Berlin
- 1927: Der Himmel auf Erden
- 1927: Liebesreigen
- 1927: Eine kleine Freundin braucht jeder Mann
- 1928: Der alte Fritz, 1. Teil: Friede
- 1928: Wer das Scheiden hat erfunden
- 1928: Die Dame und ihr Chauffeur
- 1928: Die beiden Seehunde
- 1928: Gaunerliebchen
- 1929: Die Nacht gehört uns
- 1930: Wien, du Stadt der Lieder
- 1930: Die zärtlichen Verwandten
- 1930: Nur Du
- 1930: Flachsmann als Erzieher
- 1931: Weib im Dschungel
- 1931: Die Firma heiratet
- 1931: Voruntersuchung
- 1931: Wenn die Soldaten…
- 1931: Elisabeth von Österreich
- 1931: Arm wie eine Kirchenmaus
- 1932: Chauffeur Antoinette
- 1932: Zwei himmelblaue Augen
- 1932: Rasputin, Dämon der Frauen
- 1932: Wenn dem Esel zu wohl ist...
- 1932: Das Millionentestament
- 1932: Goldblondes Mädchen, ich schenk’ Dir mein Herz – Ich bin ja so verliebt…
- 1932: Gräfin Mariza
- 1932: Liebe, Scherz und Ernst
- 1933: Ein Lied geht um die Welt
- 1933: Drei blaue Jungs – ein blondes Mädel
- 1933: Zwei im Sonnenschein
- 1933: Maid Happy
- 1934: My Song Goes Round the World
- 1936: Fünf Personen suchen Anschluss (Kurzfilm)
- 1938: Wie einst im Mai
- 1939: Anton der Letzte
- 1940: Blonde Frau übern kurzen Weg (Kurzfilm)
- 1950: Maharadscha wider Willen
- 1950: Familie Benthin
- 1952: Mein Herz darfst Du nicht fragen
- 1953: Das tanzende Herz
- 1954: Die Mücke
- 1955: Der 20. Juli
- 1955: Peter Schlemihl (Fernsehfilm)
- 1965: Es geschah in Berlin – Trickbetrüger Tubatzki (Fernsehserie)
- 1967: Till, der Junge von nebenan (Fernsehserie, 1 Folge)

## Hörspiele
- 1949: Bruno Wellenkamp: Der Mann, der den Kuchen holen wollte (Fräulein Berg) – Regie: Gerd Beermann (SWF)
- 1949: André Birabeau: Verzeih, ich habe mich verspätet – Regie: Theodor Steiner (HR)
- 1961: Thierry: Pension Spreewitz (Die böse Frau Nadler, Folge 85) – Regie: Ivo Veit (RIAS Berlin)